# Французи в Канада
Френските канадци (на френски: Canadiens français, на английски: French Canadians) са най-голямото етническо малцинство в Канада. Техният произход води началото си от френските заселници, дошли в Канада през 17-и и 18 век. Днес френските канадци съставляват основната група френско-говорещо население в Канада, което представлява около 22% от населението.

## Идентичност и самоопределение
Първоначално се използва терминът „Canadien“ („канадци“) за назоваване на френско-говорещите заселници, живеещи в Нова Франция. Англоговорещите и жителите, които идват по-късно от Великобритания са наречени „Anglais“ („англичани“). Това разделение продължава до създаването на Канадската конфедерация през 1867 г. Оттогава насам думата „Канада“ става описание на целия регион, включително англоезичните, и всички нейни жители се наричат „канадци“.
От 1968 френският език става един от двата официални езика в Канада. В Квебек той е единственият официален език и един от официалните езици в Ню Брънзуик, Юкон, Северозападните територии и Нунавут. В провинция Онтарио няма официален език, определен по закон, макар че властите на провинцията предоставят услуги на френски език в много части на провинцията съгласно French Language Services Act от 1986.